# Dashtavan
Dashtavan (en arménien Դաշտավան ) est une communauté rurale du marz d'Ararat en Arménie. En 2008, elle compte 2 016 habitants.